# Ликерсхаузен
Ликерсхаузен (њем. Lykershausen) општина је у њемачкој савезној држави Рајна-Палатинат. Једно је од 137 општинских средишта округа Рајн-Лан. Према процјени из 2010. у општини је живјело 208 становника. Посједује регионалну шифру (AGS) 7141083.

## Географски и демографски подаци
Ликерсхаузен се налази у савезној држави Рајна-Палатинат у округу Рајн-Лан. Општина се налази на надморској висини од 351 метра. Површина општине износи 3,4 km². У самом мјесту је, према процјени из 2010. године, живјело 208 становника. Просјечна густина становништва износи 62 становника/km².

## Међународна сарадња
| Мјесто  | Држава | Врста сарадње | Од    |
| ------- | ------ | ------------- | ----- |
| Инујама | Јапан  | партнерство   | 1992. |
| Извор   |        |               |       |